# シアターミネルヴァ
シアターミネルヴァは、東京都世田谷区北沢にある劇場。お笑いイベント・トークライブがメインに行われている。
2013年12月1日に開館した。こけらおとし公演は、同年同月の19日に行われた「これLaライブ」であった。